# سالروز استقلال اسرائیل

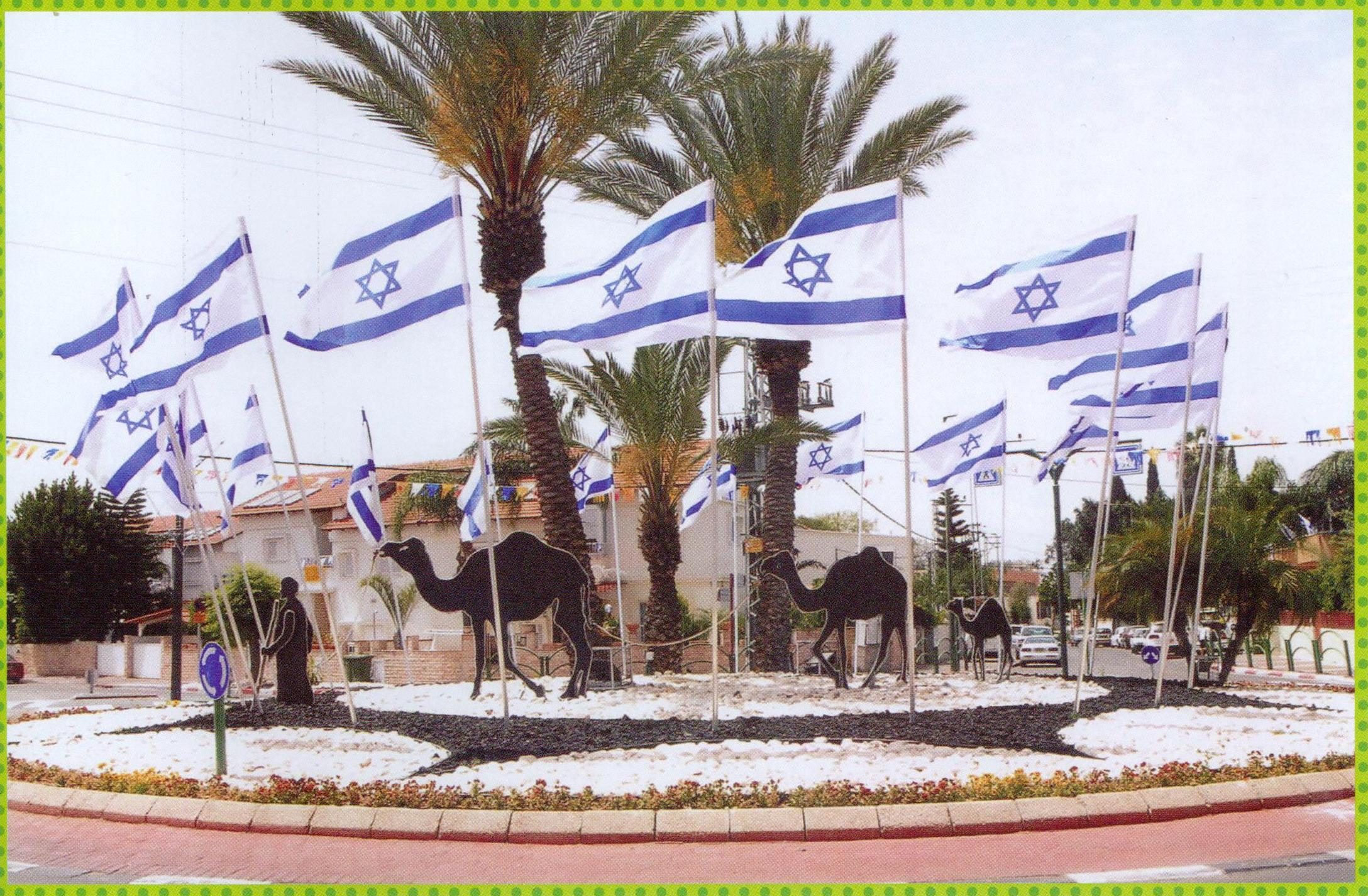

سالروز استقلال اسرائیل اعلام استقلال اسرائیل توسط داوید بن گوریون در تاریخ ۱۴ مه سال ۱۹۴۸ است که در روز ۵ ایار توسط یهودیان سراسر دنیا بر اساس تقویم عبری جشن گرفته می‌شود.